# Polycyrtus albolineatus
Polycyrtus albolineatus är en stekelart som beskrevs av Cameron 1911. Polycyrtus albolineatus ingår i släktet Polycyrtus och familjen brokparasitsteklar. Inga underarter finns listade i Catalogue of Life.